# Varpaisjärvi
Varpaisjärvi var en kommun i landskapet Norra Savolax i Finland. Kommunen hade 2 905 invånare (2010), på en yta av 533,20 km².
Den 1 januari 2011 slogs Varpaisjärvi samman med Lapinlahti kommun.
Varpaisjärvi var enspråkigt finskt.